# Neoglyphidodon
Genre
Neoglyphidodon est un genre de poissons osseux de la famille des Pomacentridés.

## Liste des espèces
Selon FishBase (22 janv. 2017) et World Register of Marine Species (22 janv. 2017) :
- Neoglyphidodon bonang (Bleeker, 1852)
- Neoglyphidodon carlsoni (Allen, 1975)
- Neoglyphidodon crossi Allen, 1991
- Neoglyphidodon melas (Cuvier in Cuvier & Valenciennes, 1830) — Demoiselle à front jaune
- Neoglyphidodon mitratus Allen & Erdmann, 2012
- Neoglyphidodon nigroris (Cuvier in Cuvier & Valenciennes, 1830)
- Neoglyphidodon oxyodon (Bleeker, 1858)
- Neoglyphidodon polyacanthus (Ogilby, 1889)
- Neoglyphidodon thoracotaeniatus (Fowler & Bean, 1928)

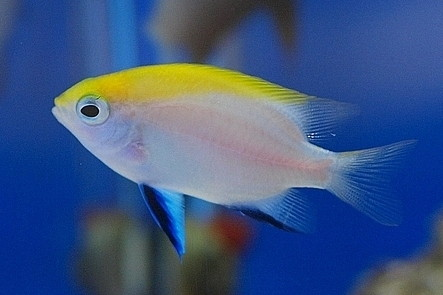
Neoglyphidodon melas
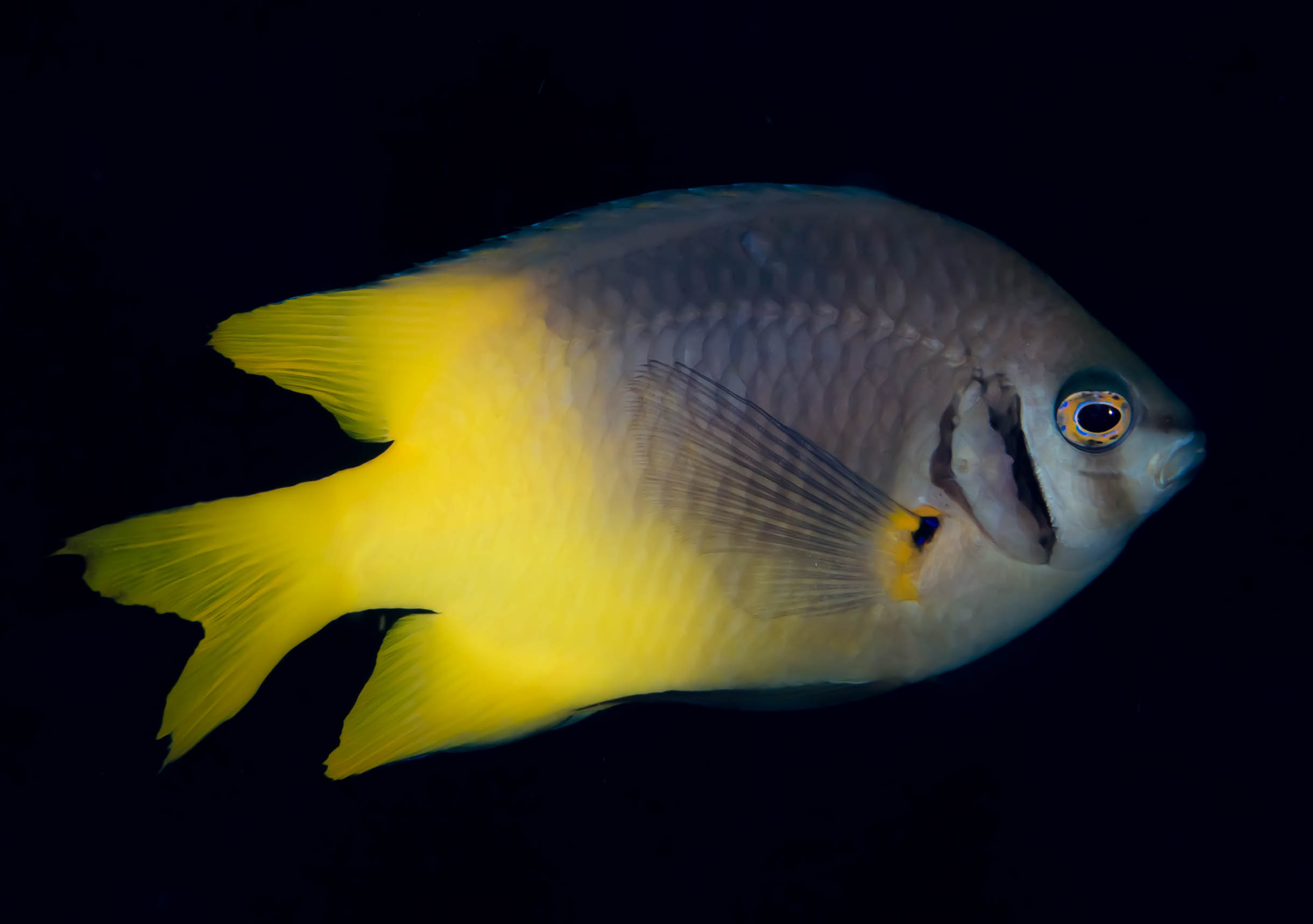
Neoglyphidodon nigroris
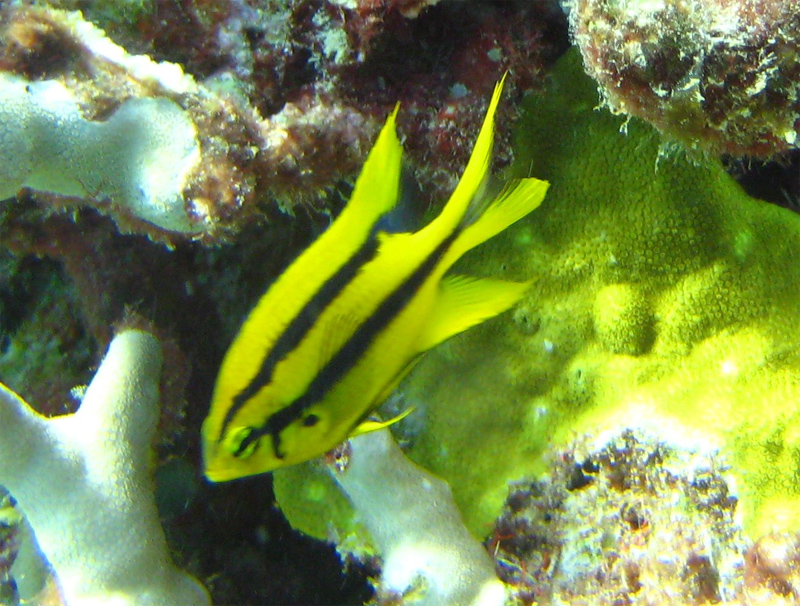
Neoglyphidodon nigroris (juv.)
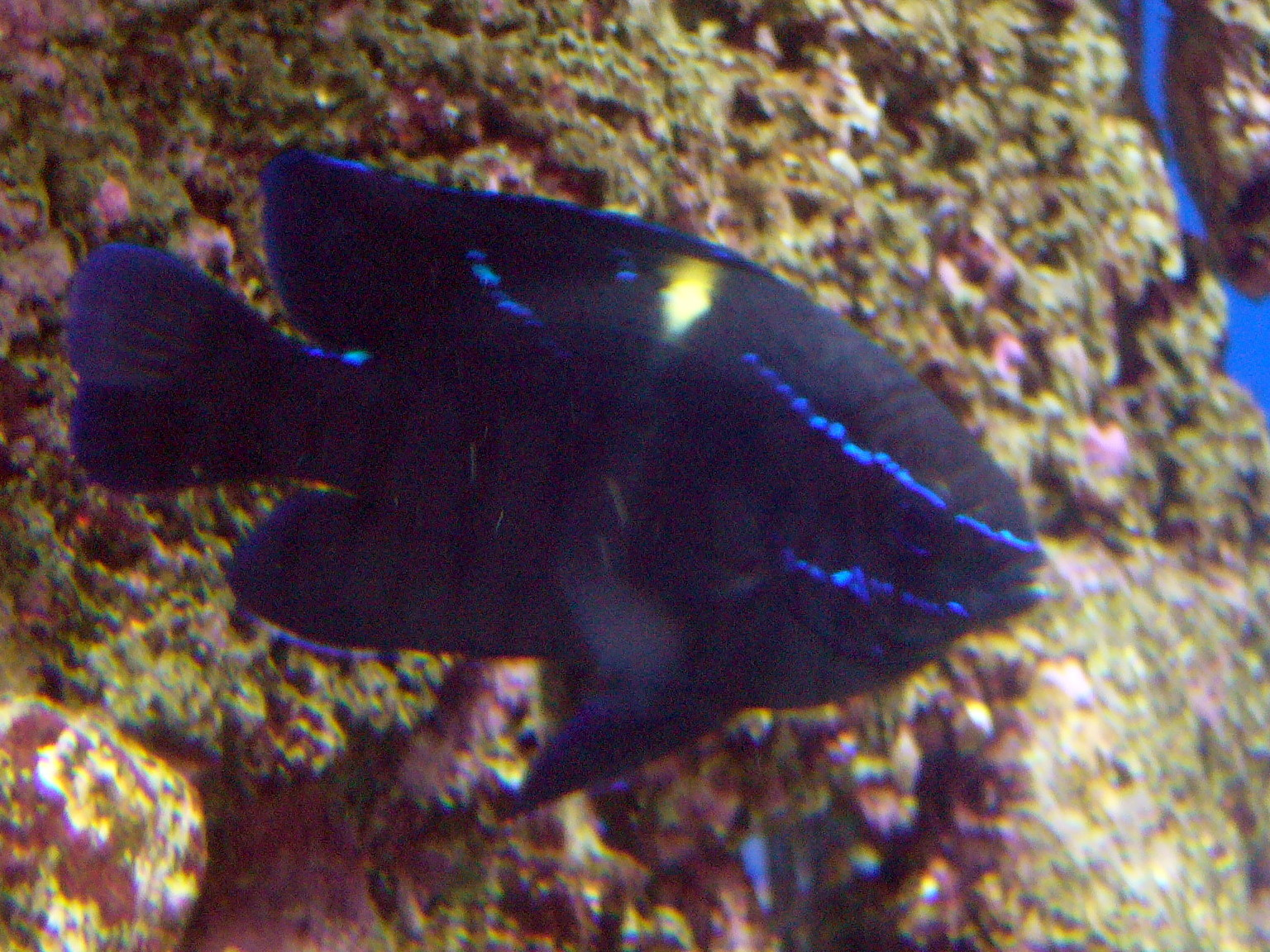
Neoglyphidodon oxyodon